# Scorzonera humilis var. ramosa
Scorzonera humilis subsp. ramosa é uma variedade de planta com flor pertencente à família Asteraceae. 
A autoridade científica da variedade é Hoffmanns. & Link.

## Portugal
Trata-se de uma variedade presente no território português, nomeadamente em Portugal Continental.
Em termos de naturalidade é nativa da região atrás indicada.

## Protecção
Não se encontra protegida por legislação portuguesa ou da Comunidade Europeia.